# Economic and Industrial Democracy
Economic and Industrial Democracy (EID) ist eine englischsprachige Fachzeitschrift für Industrial Relations. Seit der Schließung des schwedischen National Institute for Working Life im Jahr 2007 wird die Zeitschrift gemeinsam mit dem Institut für Economic History der Universität Uppsala herausgegeben. Sie erscheint vierteljährlich in englischer Sprache. Die Chefredakteure sind Lars Magnusson und Jan Ottosson.